# 丸共味噌醤油
丸共味噌醤油醸造場（まるきょうみそしょうゆじょうぞうじょう、Marukyou Jozojou）は、高知県須崎市に本社を置き、醤油や味噌などの調味料を主力とする食品メーカー。高知県味噌醤油協同組合の組合員。
地元の名士が出資して大正時代に数名で起ち上げた蔵は、みんなと共に口福になろうという意味を込めて、『丸共』と名付けられた。
屋号『マルキョー』の表記でも、製品名や製品パッケージに展開されている。
醤油や味噌のほか、ゆずを使用したポン酢や鰹節を使用したつゆも手掛ける。

## 沿革
- 大正年間 - 創業
- 1951年（昭和26年） - 有限会社 丸共味噌醤油醸造場 設立

## 主な商品
- 醤油
  - さしみ醤油
  - 濃口醤油　松の甘口　(甘口タイプ)
  - 濃口醤油　小桜　　　(旨口タイプ)
- 醤油加工品
  - ゆずポン酢
- 節入り宗田つゆ
- 味噌
  - マルキョーみそ
  - 赤みそ
  - 白みそ
  - 12割こうじみそ
- その他
  - 醤油カステラ

## 事業所
- 高知県須崎市
  - 本社工場
  - 蔵元直売所